# Creag Meagaidh
Creag Meagaidh – szczyt we Wzgórzach Loch Laggan, w Grampianach Centralnych. Leży w Szkocji, w regionie Highland. Jest to najwyższy szczyt Wzgórz Loch Laggan.